# Эванс, Майкл
Джон Майкл «Майк» Эванс (англ. John Michael «Mike» Evans; род. 16 августа 1957, Торонто, Онтарио, Канада) — канадский спортсмен, золотой медалист по гребле на Олимпийских играх 1984 года.

## Биография

### Молодые годы и образование
Джон Майкл Эванс родился 16 августа 1957 года в Торонто (провинция Онтарио, Канада). У Майкла есть брат-близнец Марк, родившийся с ним в один день. Президент Торонтского университета Джон Роберт Эванс и его жена Гэй Гласско вырастили шестерых детей — Дерека, Джиллиан, Уиллу, Тима, Майкла и Марка.
Майкл вместе с Марком окончил колледж Верхней Канады. В 1981 году окончил Принстонский университет со степенью бакалавра в области политики. С 1982 по 1984 год Эванс учился в Университетском колледже при Оксфордском университете, который окончил со степенью магистра в области международных отношений.

### Спортивная карьера
Эванс вошёл в сборную Канаду на чемпионате мира по академической гребле в 1977 году, заняв девятое место в соревновании на лодках-восьмёрках. На чемпионате мира в 1979 году занял седьмое место в соревнованиях на лодках-двойках. Вместе с братом принимал участие в соревнованиях на лодках-двойках на чемпионате мира в 1981 и 1983 годах, где они заняли шестое и пятое места соответственно. В 1983 и 1984 годах Майкл и Марк вошли в команду Оксфорда, победившую Кембридж в «лодочной гонке».
В 1984 году выиграл золотую медаль в соревнованиях по академической гребле на летних Олимпийских играх 1984 года в Лос-Анджелесе, в составе команды из восьми человек, в числе которых был его брат Марк. Завоевав первое для Канады олимпийское золото в гребле на лодках-восьмёрках, они прошли дистанцию в 2000 метров за 5 минут 41,32 секунды, опередив команду США на 0,4 секунды.
За свои олимпийские заслуги Эванс стал членом Зала спортивной славы Британской Колумбии (1985) и Зала олимпийской славы Канады (2003).

### Карьера в бизнесе
В 1993 году Эванс перешёл на работу в Goldman Sachs из Salomon Brothers, возглавив отдел рынков акционерного капитала в Лондоне, а в 1994 году став партнёром. В 2001 году Эванс был назначен на пост руководителя отдела глобальных рынков акционерного капитала, а затем стал соруководителем отдела операций с ценными бумагами. В 2004 год стал председателем Goldman Sachs Asia в Гонконге, где помог многим из крупнейших китайских компаний выйти на американские рынки. В 2008 году стал вице-председателем Goldman Sachs, и в том же году вошёл в число руководителей Goldman Sachs, решивших отказаться от своих бонусов. В 2011 году Эванс был назначен на пост руководителя инвестиционного банка по операциям на развивающихся рынках, владея 673,031 обыкновенными акциями стоимостью в 110 миллионов долларов США. Также был членом комитета по управлению и комитет стандартов ведения бизнеса с клиентами Goldman Sachs.
В 2014 году после 21-летней карьеры Эванс ушёл из Goldman Sachs, став членом независимого совета директоров Alibaba Group, будучи более десяти лет знакомым с основателем компании Джеком Ма. В 2015 году Эванс был назначен на должность президента Alibaba Group, став ответственным за руководство и осуществление стратегии международного роста, глобализацию и развитие бизнеса за пределами Китая, с обязательной отчётностью о результатах работы перед генеральным директором компании Даниэлем Чангом.
Майкл Эванс является членом совета «Right To Play USA» и членом правления City Harvest, попечителем Общества Азии, членом консультативного совета Центра Бэндхейма по финансам и Центра продвижения физических стандартов на основе реформы образования при Принстонском университете, членом независимого совета директоров «Barrick Gold Corporation» и «Castleton Commodities International LLC», а также нескольких некоммерческих организаций.

## Личная жизнь
В 1986 году Эванс женился на Хизер Ричардс, выпускнице Принстонского университета.
В настоящее время Эванс женат на норвежке Лизе Эванс родом из Бергена, бывшей модели, обладательнице степени магистра в области английского образования Педагогического колледжа Колумбийского университета, благотворителе и директоре The Children's Storefront — независимой школы в Гарлеме.
В семье девять детей — по трое от предыдущих браков каждого, двое общих и один приёмный ребёнок. Живут в квартире с шестью спальнями и девятью ванными комнатами, размером 750 квадратных метров и стоимостью 27 миллионов долларов, занимающей целый этаж в доме 995 на Пятой авеню с видом на Центральный парк, напротив Метрополитен-музея в Верхнем Ист-Сайде в Нью-Йорке.